# Championnat du Zimbabwe féminin de football
Le championnat du Zimbabwe féminin de football ou Zimbabwe Women's Soccer League est une compétition zimbabwéenne de football féminin.

## Palmarès
| Saison | Champion                 |
| ------ | ------------------------ |
| 2011   | Black Rhinos Queens      |
| 2012   | Black Rhinos Queens      |
| 2013   | Compétition non disputée |
| 2014   | Flame Lily Queens        |
| 2015   | Compétition non disputée |
| 2016   | Compétition abandonnée   |
| 2017   | Correctional Queens      |
| 2018   | Black Rhinos Queens      |
| 2019   | Black Rhinos Queens      |
| 2020   | Compétition non disputée |
| 2021   | Compétition non disputée |
| 2022   | Herentals Queens         |
| 2023   | Herentals Queens         |
| 2024   | Herentals Queens         |

| Club                | Titres |
| ------------------- | ------ |
| Black Rhinos Queens | 4      |
| Herentals Queens    | 3      |
| Flame Lily Queens   | 1      |
| Correctional Queens | 1      |